# Lammebleika
Lammebleika est une île norvégienne dans le comté de Hordaland. Elle appartient administrativement à Austevoll.

## Géographie
Rocheuse et pratiquement désertique, à fleur d'eau, elle s'étend sur environ 101 m de longueur pour une largeur approximative de 47 m.